# Improvvisamente l'inverno scorso
Improvvisamente l'inverno scorso (títol que segueix el model del de De sobte, l'últim estiu) és una pel·lícula documental italiana de 2008 dirigida per Gustav Hofer i Luca Ragazzi que intenta traslladar a l'espectador la realitat homòfoba de la política i de la societat del país. Va guanyar el Premi Manfred Salzgeber (Menció Especial) al Festival Internacional de Cinema de Berlín, el Llaç de Plata del Sindicat Nacional Italià de Periodistes de Cinema i el Premi al millor documental al Festival de Cinema Gai i Lèsbic de Milà.

## Argument

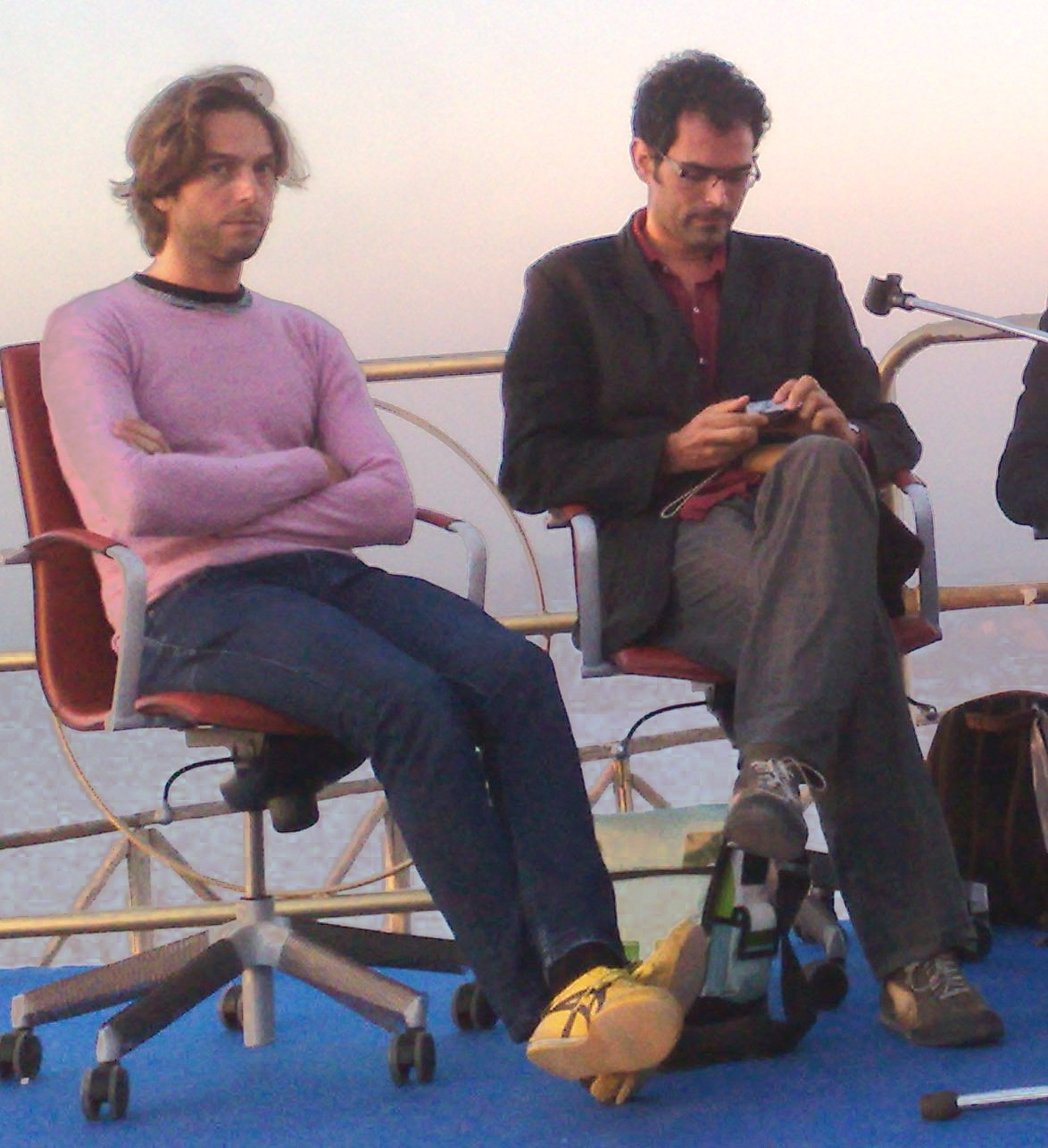
Gustav Hofer i Luca Ragazzi.

L'any 2006, Silvio Berlusconi perd les eleccions i deixa lloc a Romano Prodi, govern de centreesquerra; aquest entra al parlament i proposa una llei d'unió civil de parelles que no faci distinció entre sexes: DiCo, idea que prové dels PACS (Pacte Civil de Solidaritat) de l'estat francès i que havia de servir perquè els homosexuals poguessin unir-se civilment. Això no obstant, la llei no assoleix el seu objectiu, ja que a França el PACS és més utilitzat entre les parelles heterosexuals que no pas entre les homosexuals. El col·lectiu denuncia que aquesta unió no deixa de ser una forma més de discriminació, ja que no afronta el problema real, l'homofòbia, i agreuja les diferències entre heterosexuals i homosexuals. I és que aquesta llei atorga el dret a viure junts i a unir-se però sense la mateixa vinculació ni drets que té un casament/unió civil per matrimoni. Sigui com sigui, el projecte-llei de Prodi obre el debat a Itàlia sobre l'homosexualitat, i els mitjans de comunicació i l'opinió pública entren en plena reflexió.
Gustav i Luca són una parella de periodistes que viuen a Roma, i surten al carrer càmera en mà a filmar el que per a ells pot convertir-se en una victòria. Però, malgrat aquesta impressió, contemplen atònits una societat clarament masclista i homòfoba en què els polítics conservadors i la cúpula catòlica italiana ja s'han eregit en contra d'una llei que, segons ells, corromp el "model de família". Conforme avança la cinta, la jove parella comença a mostrar-se preocupada fins al punt de sentir malestar.
El documental retrata i denuncia, doncs, una realitat encara vigent avui dia amb entrevistes de militants catòlics, activistes feixistes, candidats a eleccions, homes i dones del carrer, del parlament i del Vaticà. Res no escapa a la mirada d'aquests joves, entre capellans, intensos debats parlamentaris i de la televisió berlusconista, lluny d'animar al progrés social.